# آموره لیبرو - عشق رها
آموره لیبرو - عشق رها (ایتالیایی: Amore libero - Free Love) یک امانوئل واقعی (انگلیسی: The Real Emanuelle) یک فیلم ماجراجویی اِروتیک ایتالیایی است که در سال ۱۹۷۴ منتشر شد. این نخستین نقش‌آفرینی لورا خمسر است که از هلند به ایتالیا آمده بود تا در آن بازی کند. فیلم که در سیشل تصویربرداری شد با موفقیت همراه بود و موجب رونق کار حرفه‌ای لورا خمسر در سینمای ایتالیا شد.

## گزیدهٔ بازیگران
- لورا خمسر
- ونانتینو ونانتینی
- اولگا بیسرا
- اوگو کاردئا